# تویوتا رام

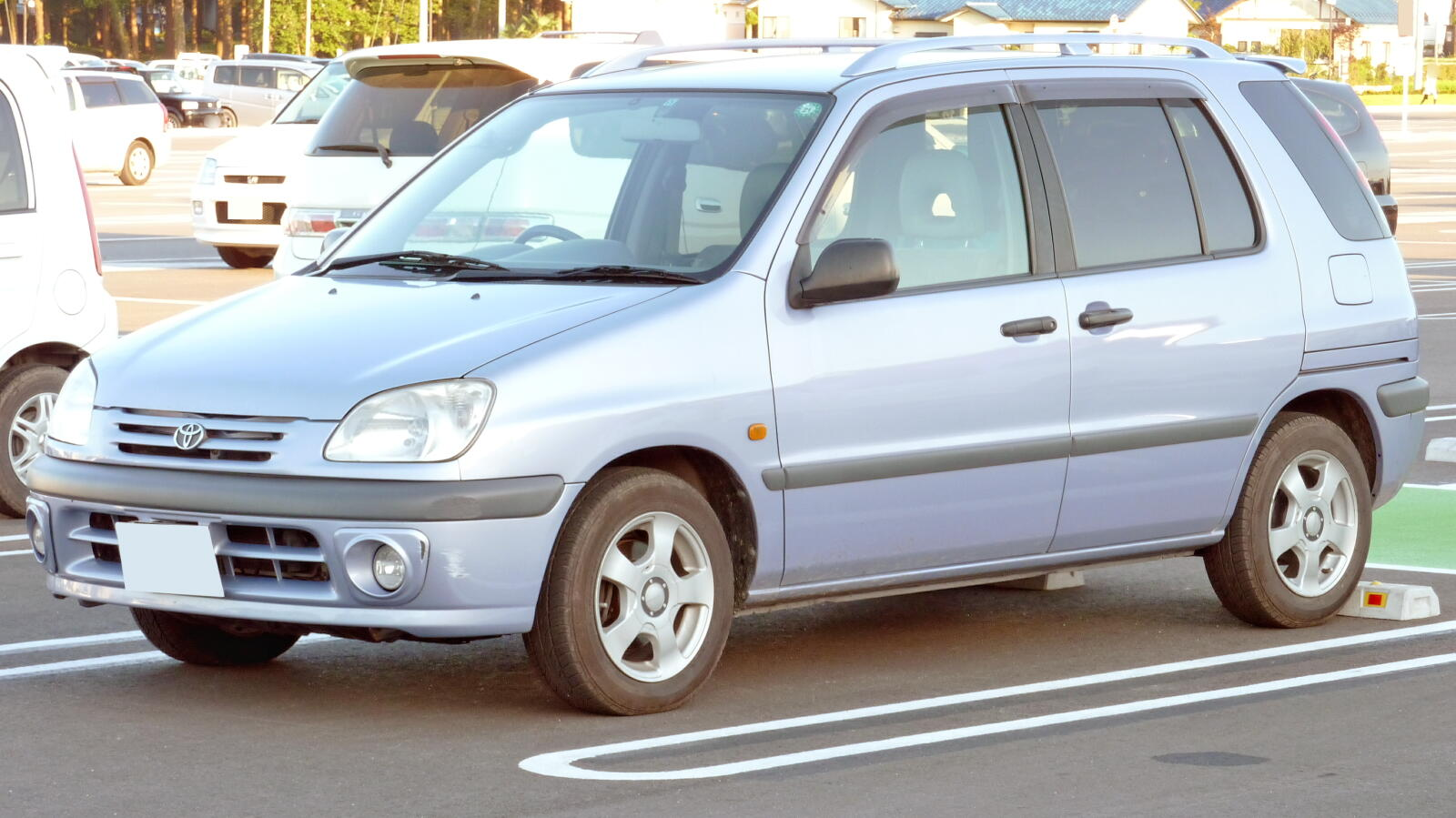

تویوتا رام (Toyota Raum) خودرویی است که از سال ۱۹۹۷ تا ۲۰۰۳ نسل اول، واز سال ۲۰۰۳ تا ۲۰۱۱ نسل دوم آن تولید شده است
این خودرو در کلاس مینی ام‌پی‌وی قرار گرفته، طراحی آن خودروهای موتور جلو-محور جلو، خودروهای موتور جلو-چهار چرخ متحرک بوده طول آن در حالت طبیعی ۴٬۰۲۵ میلیمتر (۱۵۸٫۵ اینچ)، عرض آن در حالت طبیعی ۱٬۶۸۵ میلیمتر (۶۶٫۳ اینچ)، ارتفاع آن در حالت طبیعی ۱٬۵۹۰ میلیمتر (۶۳ اینچ) و وزن آن در حالت طبیعی ۱٬۱۰۰ کیلوگرم (۲٬۴۰۰ پوند) است. سیستم جعبه‌دندهٔ آن به صورت خودکار است.